# Isabelle de Charrière

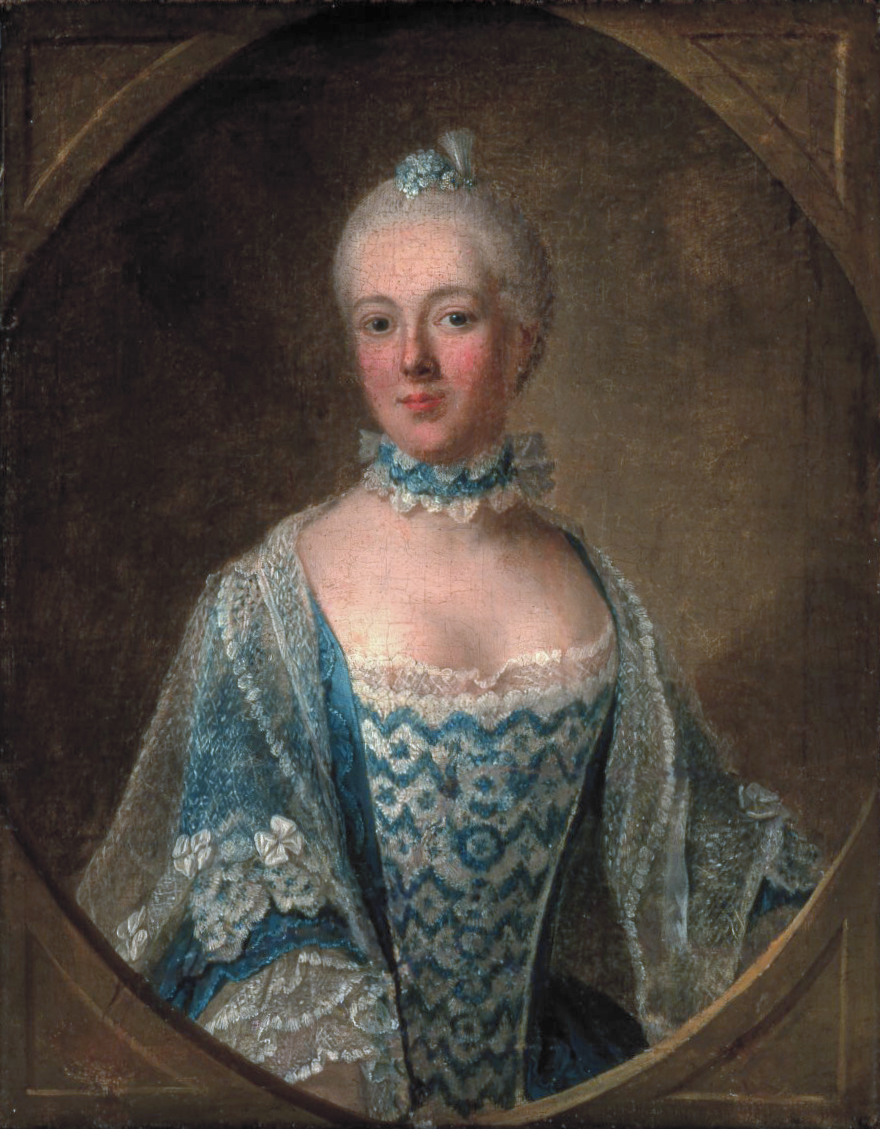
Isabelle de Charrière retrato de Guillaume de Spinny 1759 Castillo de Zuylen

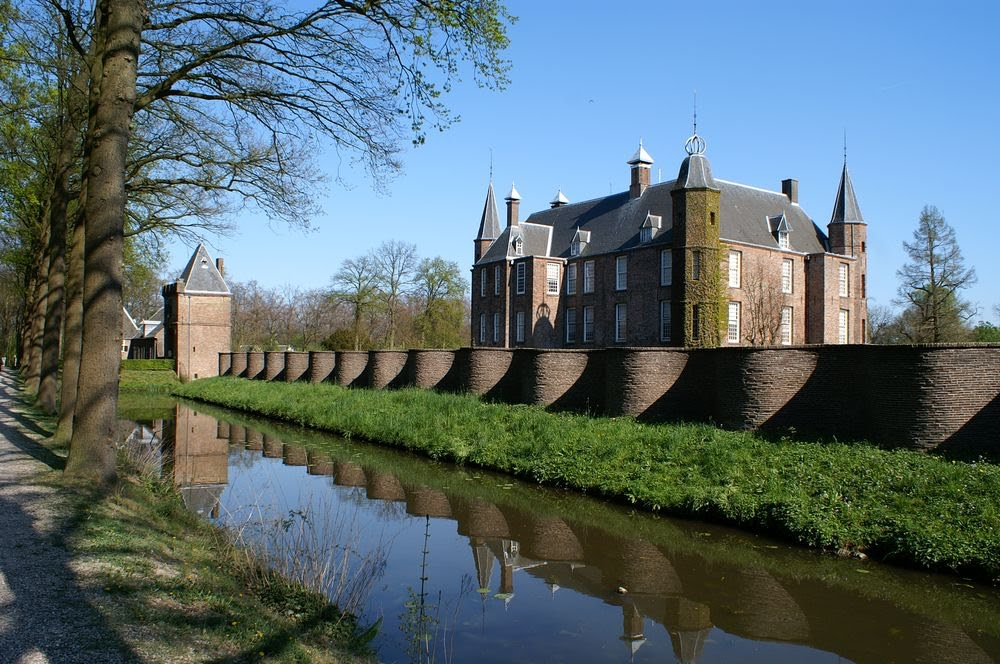
Castillo de Zuylen Países Bajos.

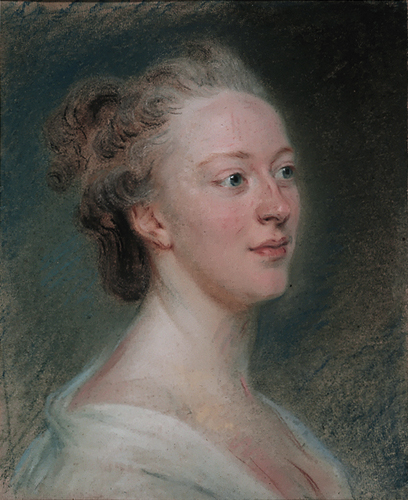
Isabelle de Charrière retrato 1766 de Maurice Quentin de La Tour, Museo de Arte e Historia de Ginebra.

Isabella Agneta Elisabeth van Tuyll van Serooskerken de Charrière, llamada en su juventud Belle de Zuylen, conocida como Isabelle de Charrière (Provincia de Utrecht, 20 de octubre de 1740-Colombier, 27 de diciembre de 1805) fue una escritora y música neerlandesa.
Realizó su producción literaria en francés. Vivió de cerca la Revolución francesa que reflejó en su obra. En sus escritos interroga sobre la situación de las mujeres y la posición que la ideología dominante les reserva. Defendió la educación de las mujeres cuestionando el determinismo de la naturaleza defendido por Jean-Jacques Rousseau y sostiene que las desigualdades entre hombres y mujeres no se deben a la naturaleza sino a las desigualdades sociales que acaban marcando roles diferentes.

## Biografía
Nació en el castillo de Zuylen cerca Utrecht en una familia de la alta nobleza neerlandesa y desde muy joven se distinguió por su espíritu independiente, su curiosidad intelectual y su talento para las letras. Sus padres, Diederik Jacob van Tuyll van Serooskerken (1707-1776) y Helena Jacoba de Vicq (1724-1768) aceptaron poner a su disposición los maestros que reclamó permitiéndole obtener amplios conocimientos. Hablaba varias lenguas (inglés, alemán, italiano y latín) y estudió matemáticas y física además de leer a los clásicos.
Escribió en francés, lengua de la nobleza en el siglo XVIII, y publicó anónimamente su primera obra en 1762 a los veintidós años: un cuento satírico sobre la nobleza holandesa, Le Noble ("El noble") que provocó un escándalo.
En la misma época mantuvo correspondencia secreta con Constant d'Hermenches, un coronel suizo residente en La Haya, lo que le supuso una distracción intelectual cuando una joven como ella tenía dificultad para que la comprendieran en sus aspiraciones; es una especie de diario a cuatro manos en que los detalles de la vida cotidiana se mezclan con la complejidad de dos vivas personalidades.
En 1771, a los treinta años, se casó con Charles-Emmanuel de Charrière de Penthaz, antiguo profesor de su hermano Willem René, y ambos se establecieron en Colombier, en el Cantón de Neuchâtel, pasando también mucho tiempo en Ginebra y París.
Fue en 1784 cuando se inicia realmente su carrera de escritora: sostiene un abundante epistolario y redactó panfletos, cuentos, novelas entre las que destacan Lettres neuchâteloises (1784), Lettres écrites de Lausanne (1785) y Caliste (1787), además de piezas de teatro, escritos políticos y libretos y música para óperas. Por otra parte, compuso también piezas musicales para clavecín, instrumentos de cuerda y voz.
En 1787 publicó su Caliste, ou continuation de Lettres écrites de Lausanne. El éxito de la novela la llevó a París y le abrió las puertas de la buena sociedad a través del salón de Suzanne Curchod, madre de Madame de Staël.
En estas fechas durante una estancia en París conoció al joven Benjamin Constant, sobrino de su antiguo amigo Constant d'Hermenches con quien estableció una intensa relación de intercambios intelectuales, literarios y políticos hasta 1794, cuando Benjamín empezó a relacionarse con Madame de Staël con quien Isabelle no congeniaba.
En 1789 se inició la Revolución Francesa y a pesar de ser aristócrata Isabelle de Charière se posicionó a favor de la revolución y se identificó como republicana. Su producción en ese periodo fue particularmente rica y variada escribiendo novelas a caballo entre la literatura y la crónica histórica que reflejan su compromiso social.
Su casa en Colombier se convirtió en refugio algunos aristócratas franceses. Mantuvo abundante correspondencia con David-Louis Constant de Rebecque, el escritor Benjamin Constant, el diplomático Jean-Pierre de Chambrier d’Oleyres, el traductor Ludwig Ferdinand Huber y el editor Pierre-Alexandre DuPeyrou amigo de Jean-Jacques Rousseau. También mantuvo correspondencia con sus protegidas Henriette L'Hardy, Caroline de Sandoz-Rollin e Isabelle de Gélieu con las que dialoga sobre la educación de las mujeres, uno de los temas que introduce con frecuencia en sus escritos. De Charière fue una importante mentora para las jóvenes de su entorno a quien enseñaba inglés, les aconsejaba lecturas o las apoyaba para que empezaran a escribir novelas.
Murió el 27 de diciembre de 1805 en Colombier, en el Cantón de Neuchâtel.

## Pensamiento

### En el marco de la Revolución francesa
En los años de la Revolución francesa las mujeres empezaron a reivindicar sus derechos escribiendo, pero la mayoría de los textos eran anónimos ya que para la República la importancia de la maternidad era tal que una mujer autora de sus propios textos era considerada como alguien desviada de su rol "natural" de la procreación. En este contexto Isabelle de Charrière mantuvo una posición diferente a sus contemporáneas: escribió una buena parte de su obra durante la revolución y adoptó las ideas revolucionarias pero no aceptó la imposición de la época: ni guarda el anonimato o se esconde con un seudónimo con nombre masculino ni escribe solo novelas sentimentales, considerado el género femenino por excelencia en la época.

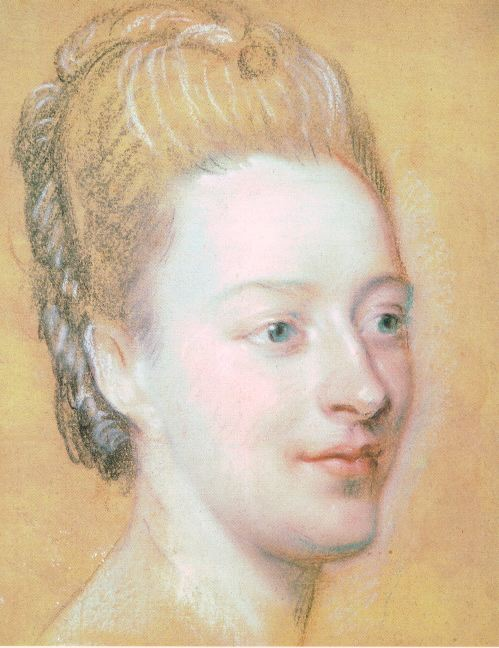
Isabelle de Charrièr retrato 1771 de Maurice Quentin de La Tour Musée Antoine-Lécuyer San Quintín (Aisne).

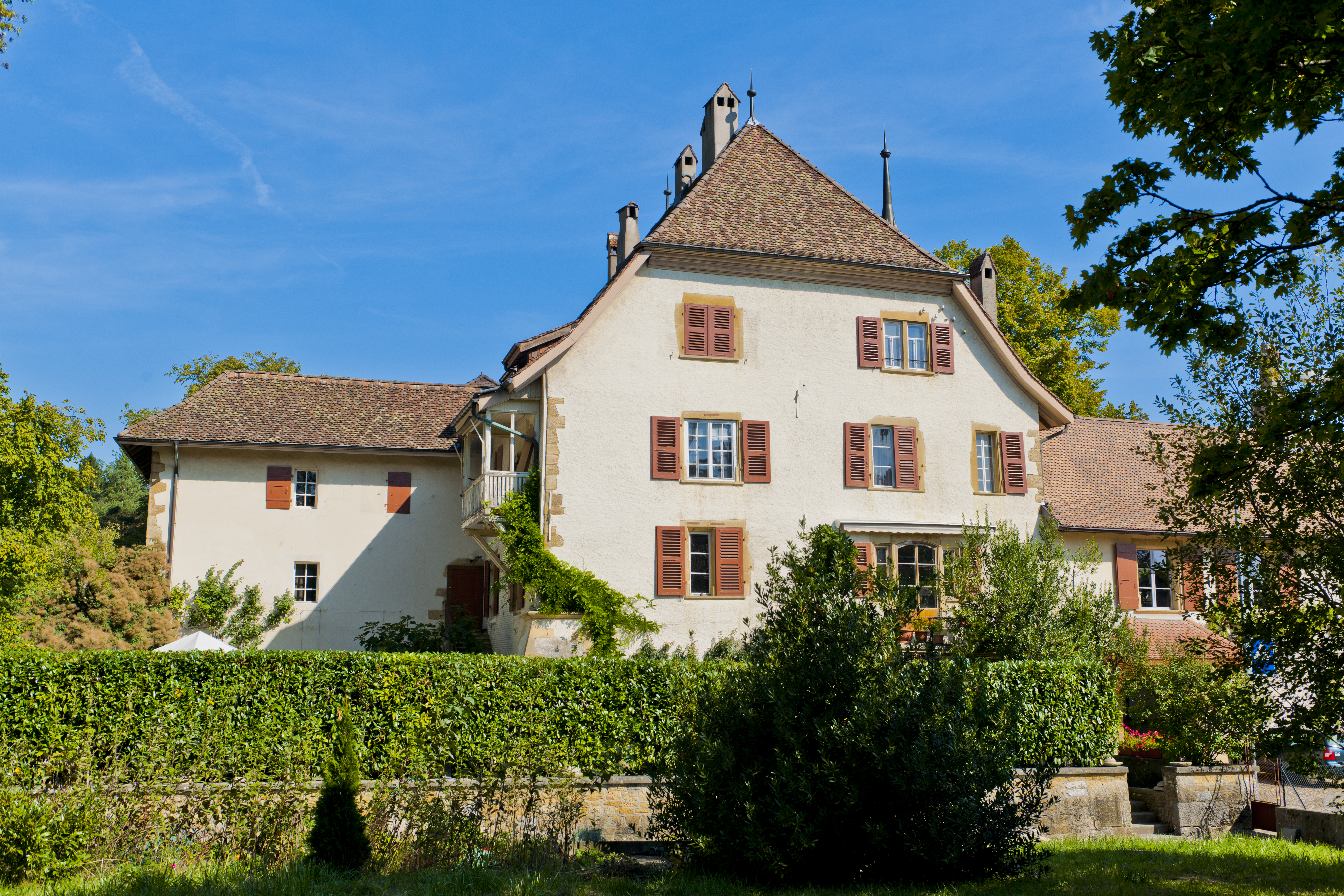
Le Pontet Colombier Suiza.

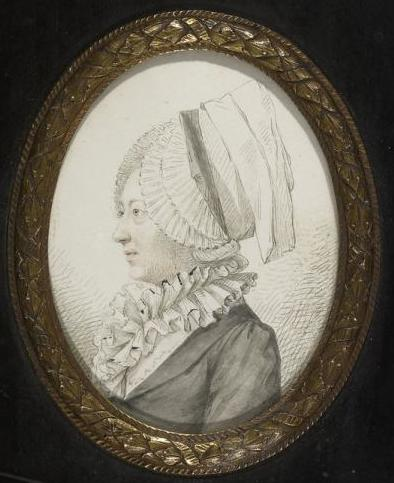
Isabelle de Charrière Retrato en miniatura 1781

Sus novelas de la época continúan explorando la condición femenina en el marco de una sociedad jerárquica y el cuestionamiento del sistema patriarcal pero su obra está más estrechamente ligada a la historia narrando los acontecimientos de la Revolución y las dificultades específicas de la vida de una mujer durante la Revolución. En ese marco Isabelle de Charrière rechazó la oposición binaria entre la esfera pública (percibida como la propiamente política y masculina) y la esfera privada (considerada como doméstica y femenina) que planteaban los criterios de sexo establecidos por el discurso oficial de la revolución.
En este periodo escribió tres novelas Henriette et Richard (1792), Lettres trouvées dans des porte-feuilles d'émigrés (1793) y Trois Femmes (1797), a caballo entre la historia y la literatura, que forman parte de los documentos históricos sobre la Revolución de 1789. Están consideradas obras que se sitúan en el marco de las denominadas "novelas de la Revolución", novelas que reflejan los acontecimientos, las ideas y las esperanzas de la revolución francesa. Tienen un importante valor porque se trata de un momento histórico en el que muchos escritores optan por el silencio y por la singularidad del caso: alguien capaz de cruzar la fronteras entre la política, la historia y la literatura y aportar el punto de vista de una historiadora en un espacio en el que fueron excluidas las mujeres.

### Críticas a la mujer doméstica roussoniana
Isabelle de Charrière fue contraria a la posición de Rousseau y no creía en el determinismo de la naturaleza para explicar las diferencias entre varones y mujeres sino en las desigualdades sociales y discriminaciones sostenidas durante largos periodos de tiempo. Para ella "lo que es propio de la mujer y lo que es propio de un varón" no son más que el resultado de entrenamientos a los que somos sometidos desde el nacimiento a base de colocarnos etiquetas que nos identifican como varones o como mujeres empezando por el nombre.

Nada hay en la constitución de un varón o de una mujer que a priori determine sus habilidades.
Madame de la Charrière

Las diferencias, según de Charrière, son fabricadas por el mundo en el que vivimos. Si Rousseau plantea que las mujeres permanezcan en la ignorancia ella mantiene:

Todas las habilidades del varón y de la mujer son las mismas y si la habilidad racional del varón es más perfecta, es sólo como resultado de la educación y sólo de la educación
Madame de la Charrière

En su novela Tres mujeres (1796) publicada durante la revolución francesa, puso en boca de la protagonista que quiere "acabar de una vez por todas con los prejuicios acerca de las características específicas del sexo". Para conseguirlo escoge un chico y una chica gemelos y se propone educarlos exactamente igual: vestimenta igual y dar al chico nombre de chica y viceversa con el objetivo de demostrar que el sexo no determina la identidad del individuo.

## Obra
- Le Noble, cuento moral, 1763
- Lettres neuchâteloises, novela, 1784
- Lettres de Mistriss Henley publiées par son amie, 1784
- Lettres écrites de Lausanne, novela 1785
- Caliste ou continuation de Lettres écrites de Lausanne, 1787
- Bien-né. Nouvelles et anecdotes. Apologie de la flatterie, 1788
- Courte réplique à l'auteur d'une longue réponse ; par Mme la Baronne de... 1789
- Plainte et défense de Thérese Levasseur. 1789
- Lettre à M. Necker sur son administration, écrite par lui-même, 1791
- L’émigré, comedia en tres actos, 1793
- Lettres trouvées dans des portefeuilles d’émigrés, 1793
- Trois femmes, novela, 1795 Leipzig, 1795 (edición en alemán) ; Londres, 1796 (edición en francés). La Suite des Trois femmes (Continuación de las Tres mujeres) no fue editada hasta 1981 en las Oeuvres complètes de la romancière (tomo II, 1798-1806, G.A. van Oorschot, Ámsterdam, 1981).
- Honorine d’Userche : nouvelle de l’Abbé de La Tour 1795
- Sainte Anne, 1799
- Sir Walter Finch et son fils William, 1806

### Obras científicas de los escritos originales
- Œuvres complètes, Édition critique par J-D. Candaux, C.P. Courtney, P. Dubois, S. Dubois-de Bruyn, P. Thompson, J. Vercruysse, D.M. Wood. Ámsterdam, G.A. van Oorschot, 1979–1984. Tomes 1-6, Correspondance; tome 7, Theatre; tomes 8-9, Romans, Contes et Nouvelles; tome 10, Essais, Vers, Musique. ISBN 9789028205000
- Early writings. New material from Dutch archives Archivado el 3 de marzo de 2016 en Wayback Machine.. Ed. Kees van Strien, Lovaina, Éditions Peeters, 2005. VI-338 p. ISBN 978-90-429-1646-3
- Correspondances et textes inédits. Ed. Guillemette Samson, J-D. Candaux, J. Vercruysse et D. Wood. Paris, Honoré Champion, 2006 423 p. ISBN 978-2-7453-1310-2